# آدم براون (سياسي)
آدم براون (بالإنجليزية: Adam Brown)‏ هو سياسي أمريكي، ولد في 1985. حزبياً، نشط في الحزب الجمهوري.